# Verbascum kovadanum
Verbascum kovadanum är en flenörtsväxtart som beskrevs av Sutor och Yacute. Verbascum kovadanum ingår i släktet kungsljus, och familjen flenörtsväxter. Inga underarter finns listade i Catalogue of Life.